# واقعه ۳ حوت ۱۳۵۸
واقعه سوم حوت ۱۳۵۸، که از سوی برخی یا نام شب الله اکبر شناخته می‌شود، به قیام عده‌ای از مردم شهر کابل بر ضد دولت جمهوری دموکراتیک افغانستان در زمان ریاست جمهوری ببرک کارمل  که تحت تأثیر مستقیم اتحاد جماهیر شوروی قرار داشت، اشاره می‌کند. این قیام که حدودا ۲ ماه پس از ورود شوروی به خاک افغانستان انجام شده بود، بیشتر به خاطر مستقل شدن افغانستان از جانب دولت‌های خارجی و بیرون آمدن از استعمار آن‌ها توسط مردم انجام شده بود. این شورش با گشودن آتش به روی مردم و قتل تعداد نامعلومی از آن‌ها پایان یافت.
این قیام با سردادن "الله اکبر" از سوی مردم در بام‌ها آغاز گردید. در خودجوش بودن یا نبودن این قیام صحبت‌های ضدونقیض فراوانی وجود دارد. عده‌ای معتقدند که این حرکتی کاملاً خودجوش و مردمی بوده و هیچ سازمانی در آن نقش نداشته‌است. از سویی دیگر شماری از سران گروه‌های مجاهدین این روز را وابسته به خود دانسته و این شورش را وابسته به خود می‌دانند. و عده‌ای دیگر نقش سازمان‌ها و احزاب اسلامی و ضد دولت را برای پیگیری این قیام با ارزش می‌دانند. از نظر برخی صاحب‌نظران افغان، این قیام نشان‌دهندهٔ یکپارچگی مردم افغانستان بود که ممکن است در هر حالتی دیگر نیز اتفاق بیفتد. در عین حال شماری از افراد که در قیام سوم حوت شرکت داشته‌اند ابراز دارند که "در آغاز این مردم بودند که به گونه ی خودجوش در برابر حضور نیروهای شوروی تحریک شده‌بودند اما در هر حال جریان‌های چپ‌گرا در انگیزش هرچه بیشتر مردم برای قیام سوم حوت نقش برازنده‌یی داشتند و به همین سبب افراد متعلق به تنظیم‌های جهادی پیشین راه‌اندازی این قیام را به خود نسبت می‌دهند."

## شرح واقعه
با توجه به جنگ‌های داخلی بین اقوام و احزاب مختلف در افغانستان در طول سال‌ها، این واقعه از سوی بسیاری از افغان‌ها به عنوان یکی از مهم‌ترین همبستگی‌های ملی افغانستان به حساب می‌آید که در آن تمامی مذاهب و اقوام شرکت داشتند.
روزهای قبل از سوم حوت زمزمه‌ها طوری بود که اعتصاب سرتاسری در کابل صورت بگیرد. به همین دلیل در روزهای اول و دوم حوت اعتصاب در شهر کابل انجام گرفت و روز دوم حوت شامگاه مردم به پشت بام‌های خود رفتند و فریاد الله اکبر سردادند. همچنین علی‌رغم آن‌که شب‌ها درکابل حکومت نظامی بود تعداد زیادی از مردم از خانه‌هایشان بیرون آمده و شعارهای ضد دولت و ضد ارتش شوروی سردادند.
در روز سوم حوت قیام همه جانبه در تمام نقاط شهر کابل بوقوع پیوست و مردم با شعارهای ضد تجاوز به سرک‌ها (خیابان‌ها) ریختند. درساعات اولیه این اعتراض، نیروهای امنیتی و دولتی این اعتراضات را سرکوب کرده و چندین نفر در گشودن آتش از سوی آن‌ها کشته شدند. در اواسط روز، پس از بالا شدن روند اعتراضات و خشونت‌آمیز شدن آن از سوی مردم، نیروهای ارتش شوروی دست به کار شده و به سوی مردم شلیک کردند که باعث کشته شدن تعداد بسیار ولی نامشخصی از معترضین شد. پس از آن نیروهای امنیتی و نظامی به بازرسی خانه‌های مردم در چندین منطقه دست زدند.